# Курета іржаста
Куре́та іржаста (Myiophobus fasciatus) — вид горобцеподібних птахів родини тиранових (Tyrannidae). Мешкає в Центральній і Південній Америці.

## Опис
Довжина птаха становить 12,7 см, вага 10,5 г. Голова і верхня частина тіла темно-рудувато-коричневі, на тімені малопомітний жовтий чуб, який може ставати дибки. На крилах дві жовтуваті смужки. Нижня частина тіла білувата. Груди і боки поцятковані темними смужками, живіт поцяткований блідо-жовтими смужками. Дзьоб зверху чорний, знизу коричневий. Виду не притаманний статевий диморфізм. У молодих птахів жовтий чуб на голові відсутній.

## Підвиди
Виділяють сім підвидів:
- M. f. furfurosus (Thayer & Bangs, 1905) — південно-західна Коста-Рика і західна Панама;
- M. f. fasciatus (Müller, PLS, 1776) — Колумбія. північна Венесуела, Гвіана, північно-східна Бразилія (Амапа, Рорайма) і острів Тринідад;
- M. f. crypterythrus (Sclater, PL, 1861) — південно-західна Колумбія (захід Нариньйо), захід Еквадору і північний захід Перу (на південь до Камахарки і долини Мараньйону);
- M. f. saturatus (Berlepsch & Stolzmann, 1906) — схід Перу (від Сан-Мартіна до Куско);
- M. f. rufescens (Salvadori, 1864) — західне узбережжя Перу (на південь від Ламбаєке) і крайня північ Чилі (Аріка);
- M. f. auriceps (Gould & Gray, GR, 1839) — південний схід Перу, захід Бразилії (Акрі), північна і східна Болівія. захід Парагваю, північ і центр Аргентини (на південь до Буенос-Айреса);
- M. f. flammiceps (Temminck, 1822) — східна і південно-східна Бразилія (на південь від східної Пари, Мату-Гросу і Мату-Гросу-ду-Сул), схід Парагваю, північний схід Аргентини і Уругвай.

Деякі дослідники виділяють підвиди M. f. crypterythrus і M. f. rufescens у окремі види Myiophobus crypterythrus і Myiophobus rufescens.

## Поширення і екологія
Іржасті курети поширені від Коста-Рики до півночі Чилі і центральної Аргентини. Вони живуть у вологих рівнинних і гірських тропічних лісах, в сухих тропічних лісах, рідколіссях, чагарникових заростях і саванах, на луках і пасовищах. Зустрічаються поодинці або парами, переважно на висоті до 1500 м над рівнем моря, в Андах місцями на висоті до 2700 м над рівнем моря. Живляться комахами, зокрема жуками, мурахами, осами і мухами, яких ловлять в польоті, а також дрібними ягодами. Гніздо чашоподібне, глибоке, зроблене зі стебел, кори і рослинних волокон, підвішується до гілки дерева. В кладці 2 яйця. Інкубаційний період триває 17 днів, пташенята покидають гніздо через 15-17 днів після вилуплення. Іржасті курети іноді стають жертвами гніздового паразитизму синіх вашерів.